# Église Saint-Uniac
L’église Saint-Uniac est un édifice religieux de la commune de Saint-Uniac, dans le département d’Ille-et-Vilaine en région Bretagne. 

## Localisation
Elle se trouve à l'ouest du département et au centre du bourg de Saint-Uniac. 

## Historique
L’église remonte au XIIe siècle. La façade a été reconstruite par Hippolyte Béziers-Lafosse vers 1856-1859. Elle est placée sous le vocable de saint Uniac, prieur d'un monastère qu'il fonda à proximité immédiate de cette église actuelle et qui dépendait de l'abbaye de Saint-Méen.
Elle est inscrite au titre des monuments historiques depuis le 24 décembre 1997,.

## Architecture
La charpente de cette église fut redécouverte au-dessus de la nef lors des travaux de restauration de l'église en 1990. Elle appartient au type de charpente dite  à « poinçon court », arrêté au-dessus du faux entrait. Le décor exécuté sur celle-ci est au charbon de bois sur un fond blanc, au lait de chaux, formant de grandes tiges à feuilles découpées et retournées, partant des pieds des fermes, sous la forme de larges volutes couvrant tout la surface du bois. Le décor va jusqu'à la panne faîtière et se subdivise au niveau des liens courbes supérieurs pour encadrer à la base du poinçon sur les liens des contreventement des phylactères, sur lesquels sont inscrits en alternance « IHS » et « MARIA ».

Vue de l'église Saint-Uniac
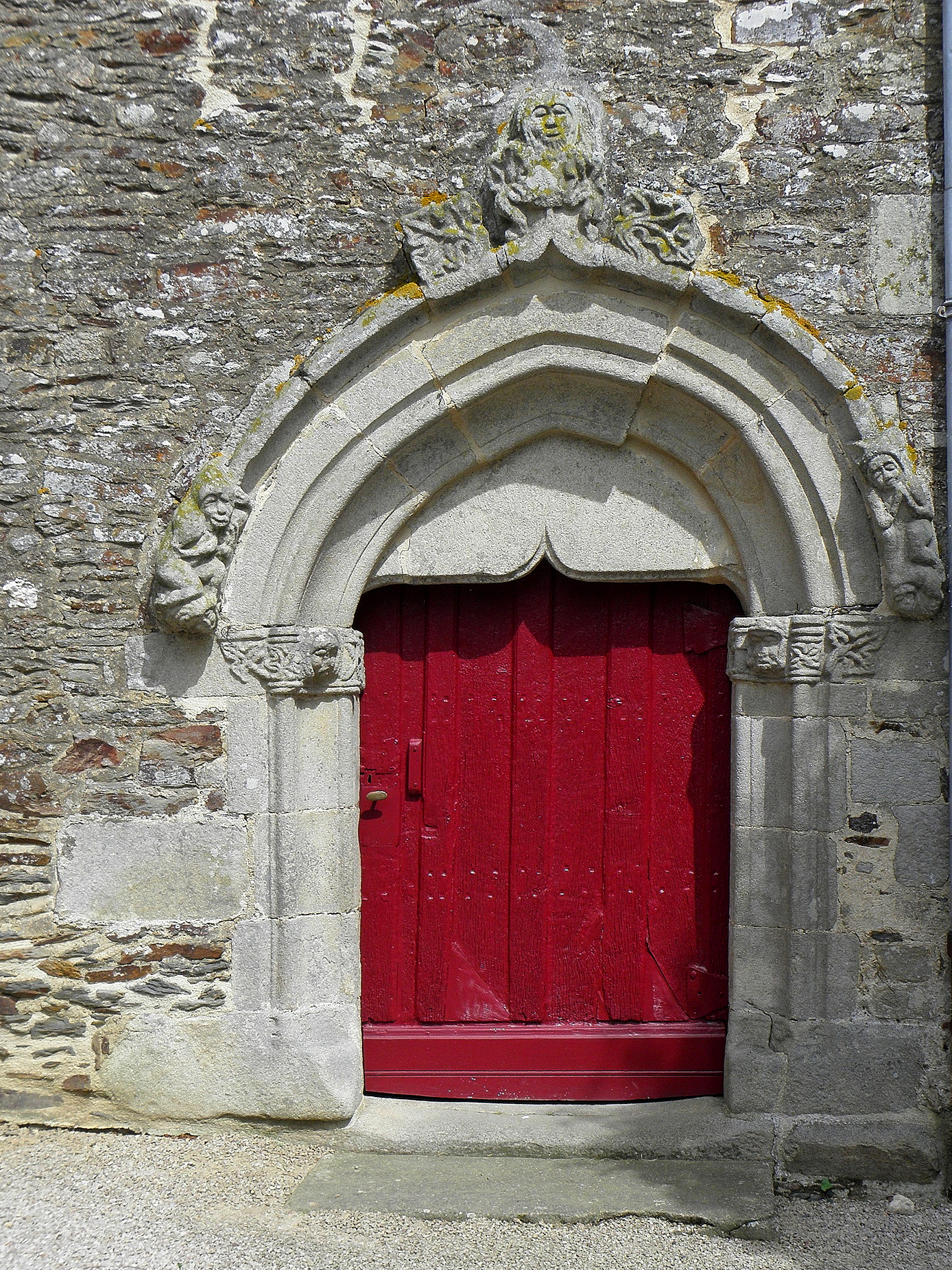
Porte du croisillon sud.
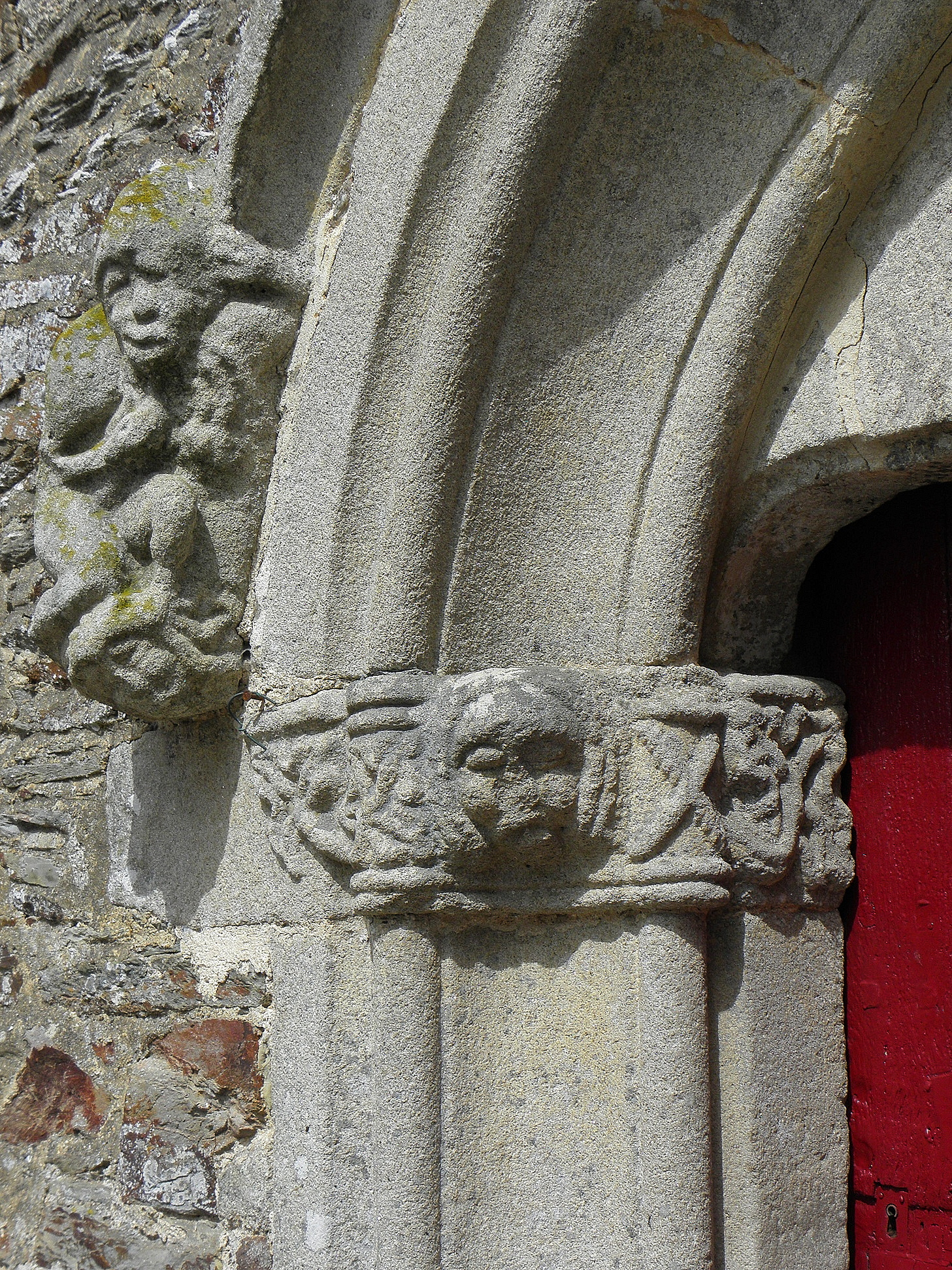
Ébrasement gauche de la porte du croisillon sud.
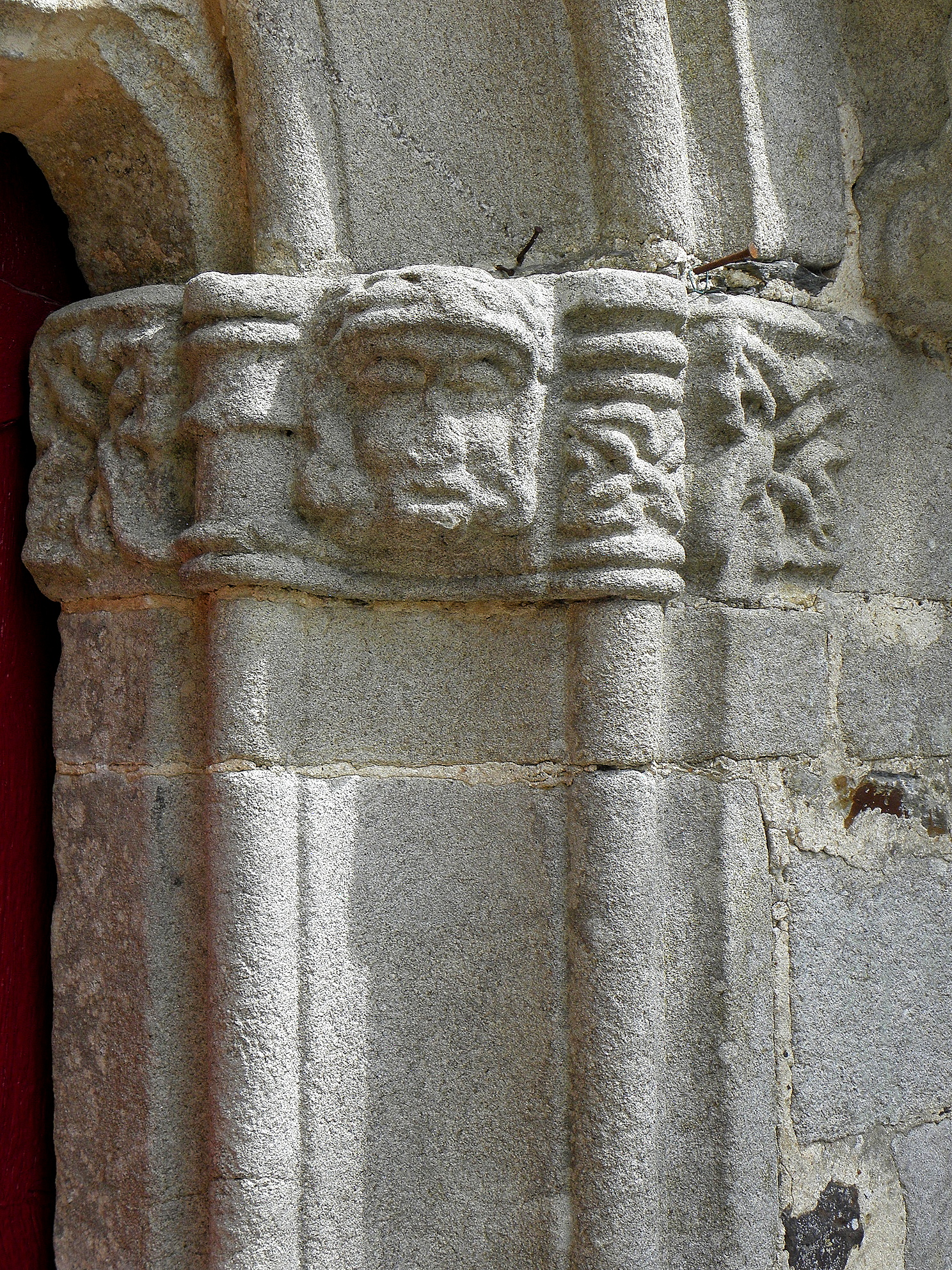
Ébrasement droit de la porte du croisillon sud.
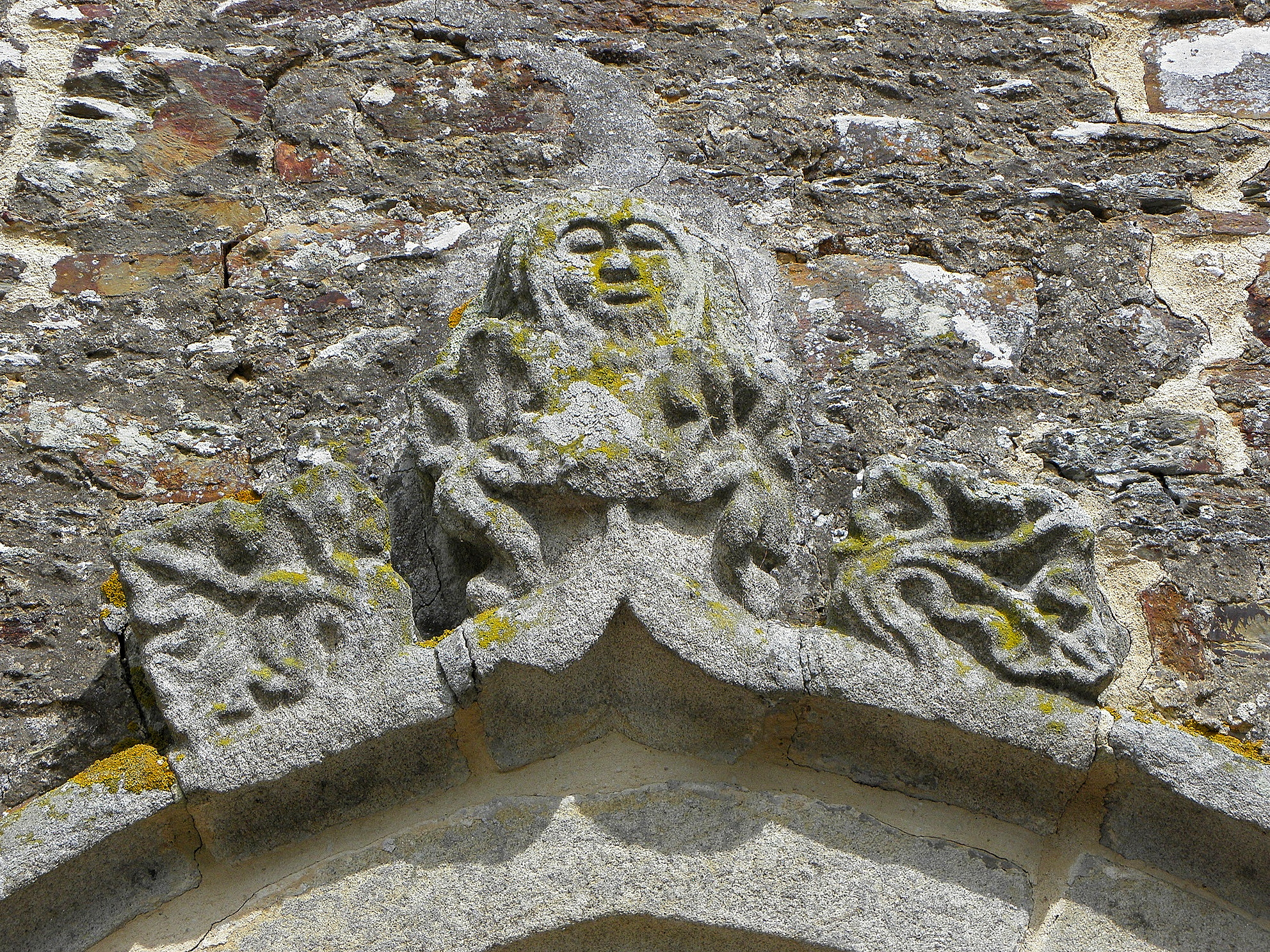
Archivolte de la porte du croisillon sud.
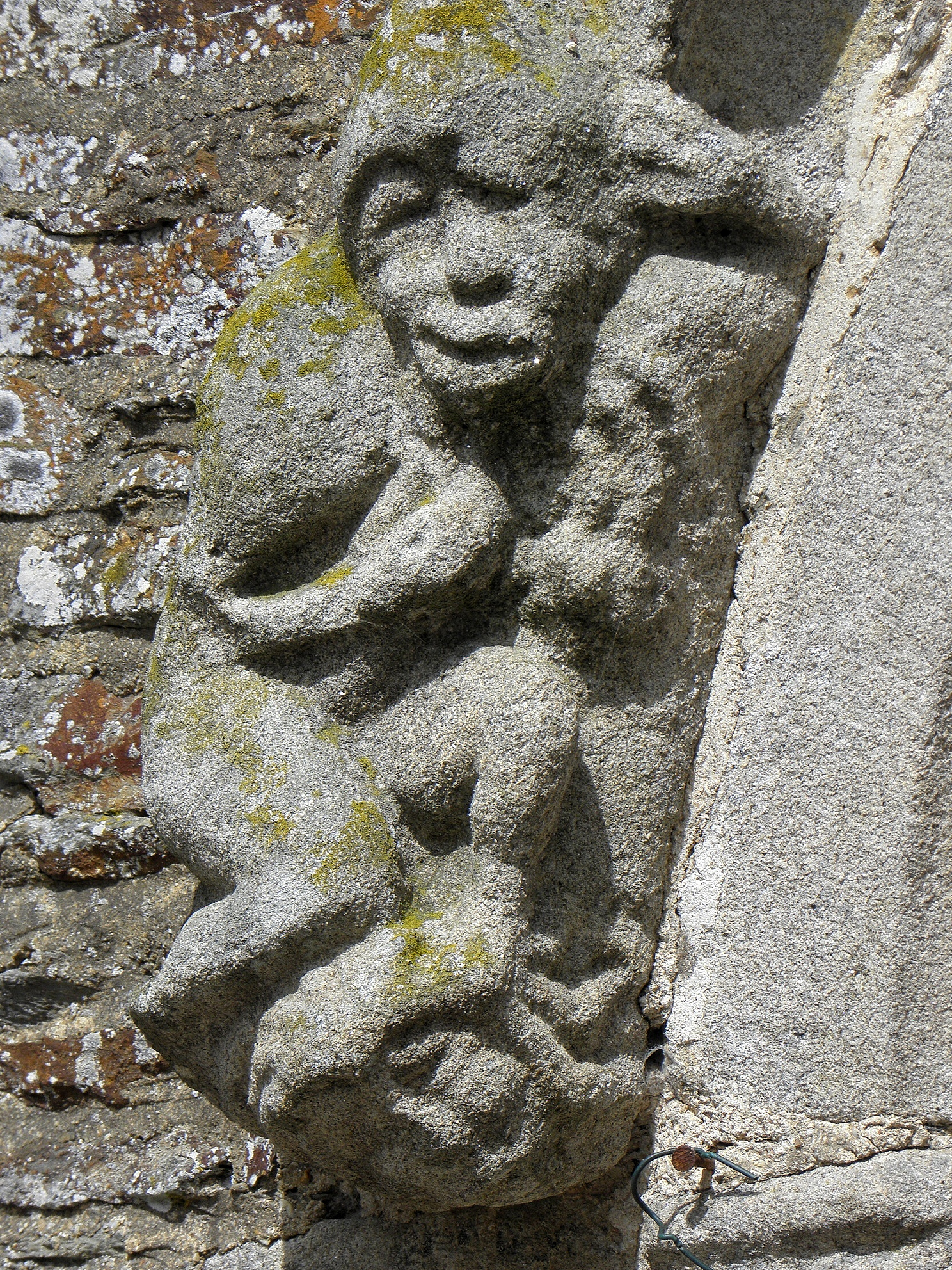
Motif sculpté de l'archivolte de la porte du croisillon sud.
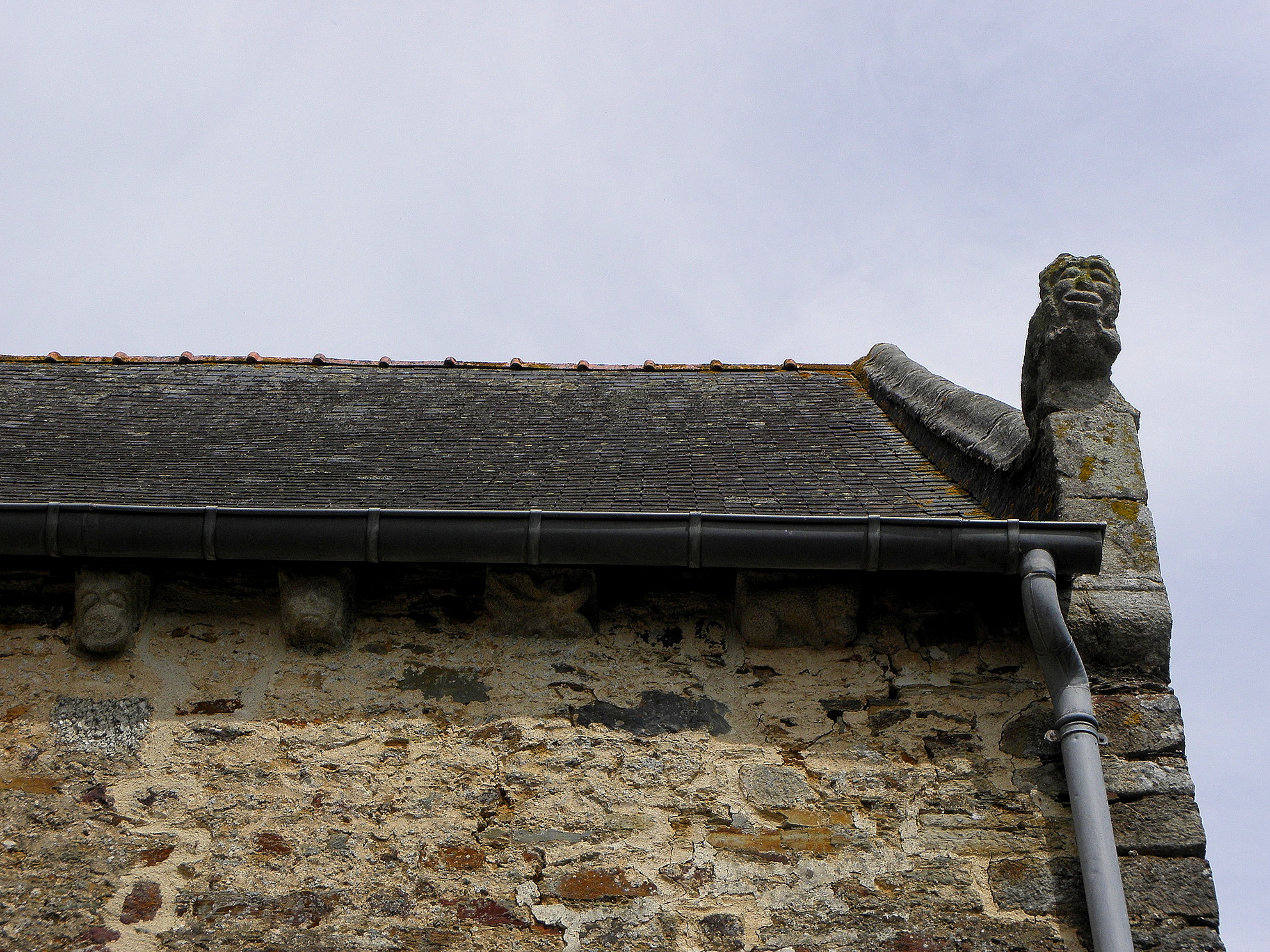
Corniche à modillons du croisillon sud.
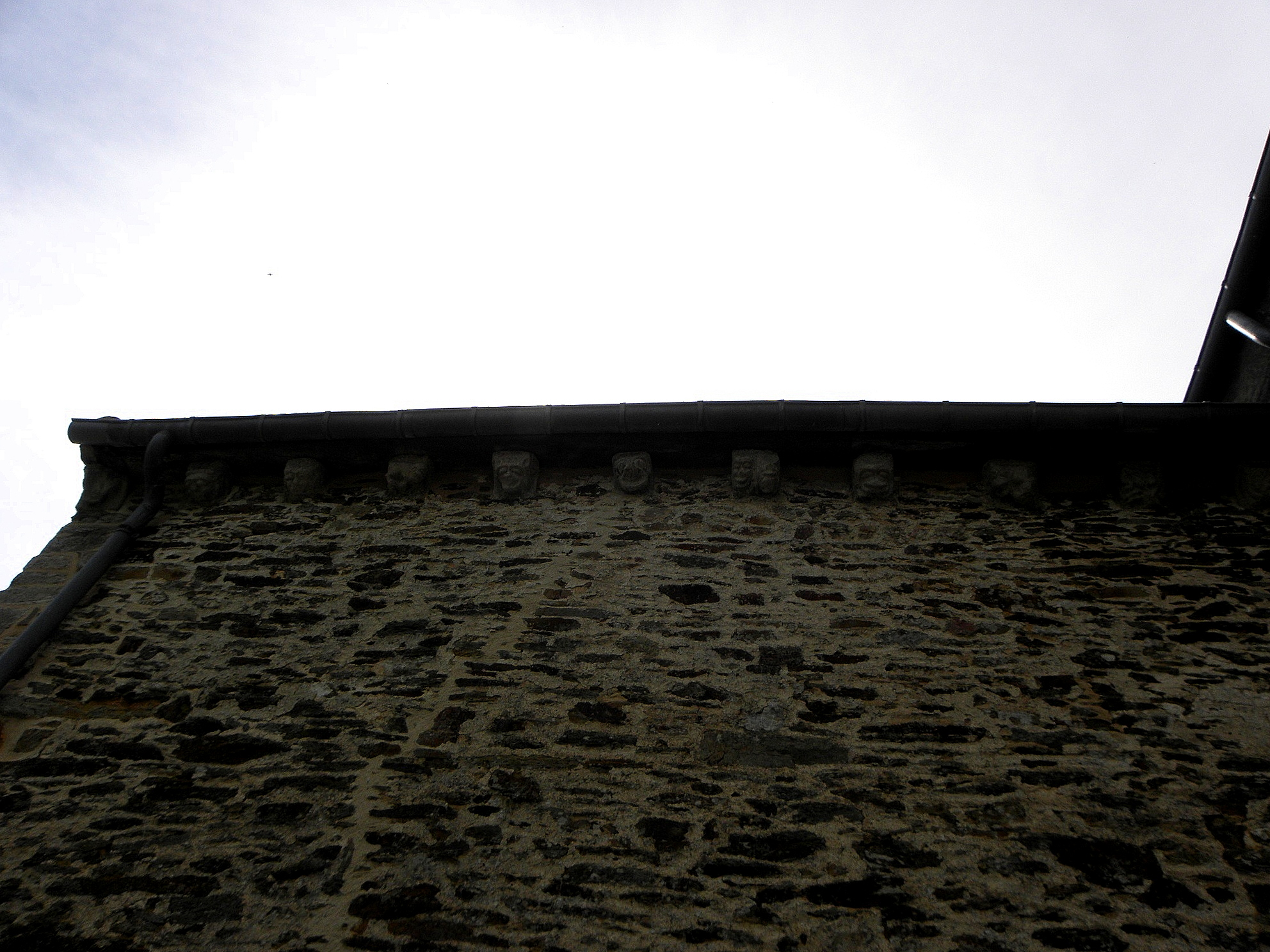
Corniche à modillons du croisillon sud.
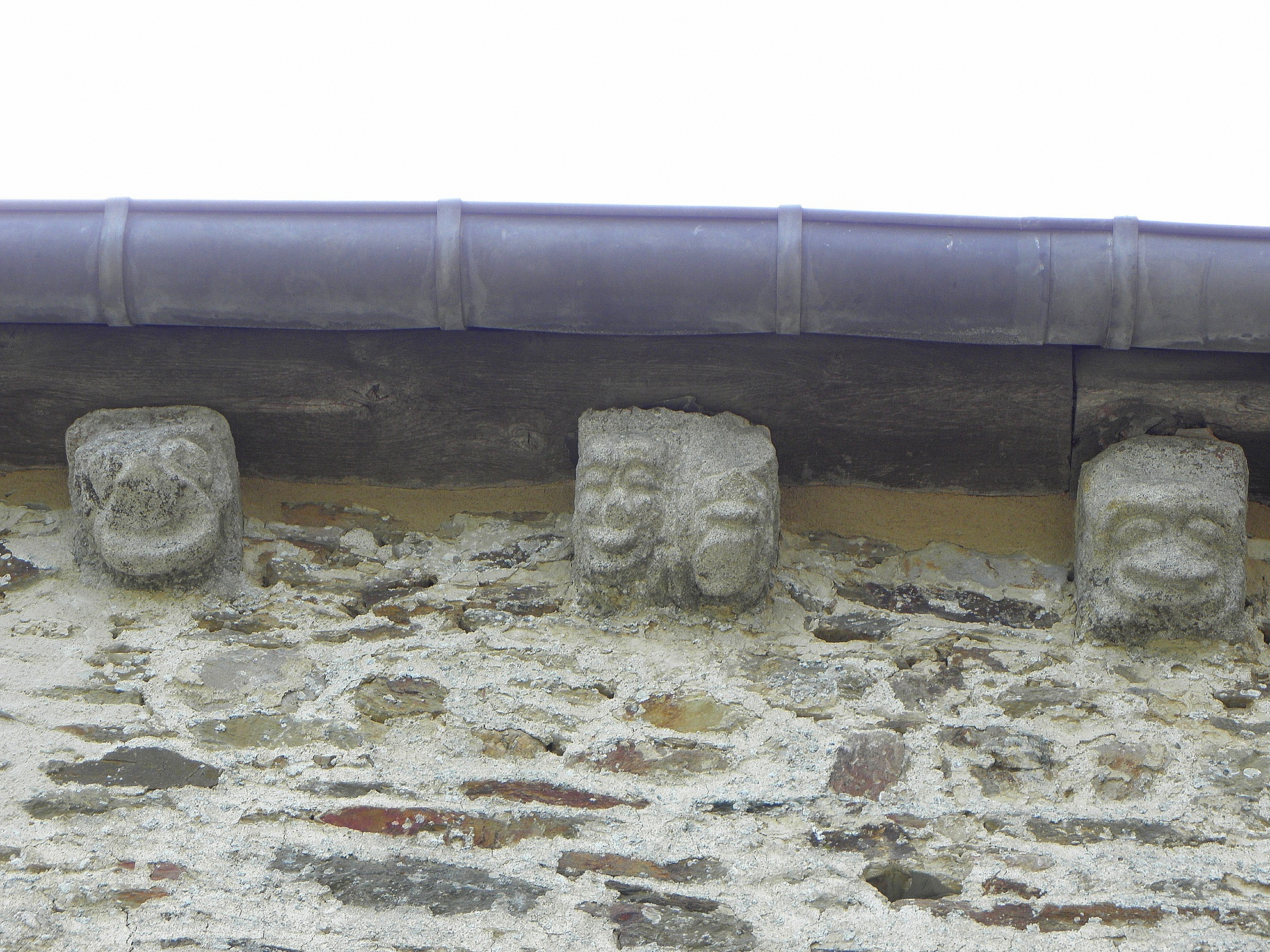
Modillons de la corniche du croisillon sud.
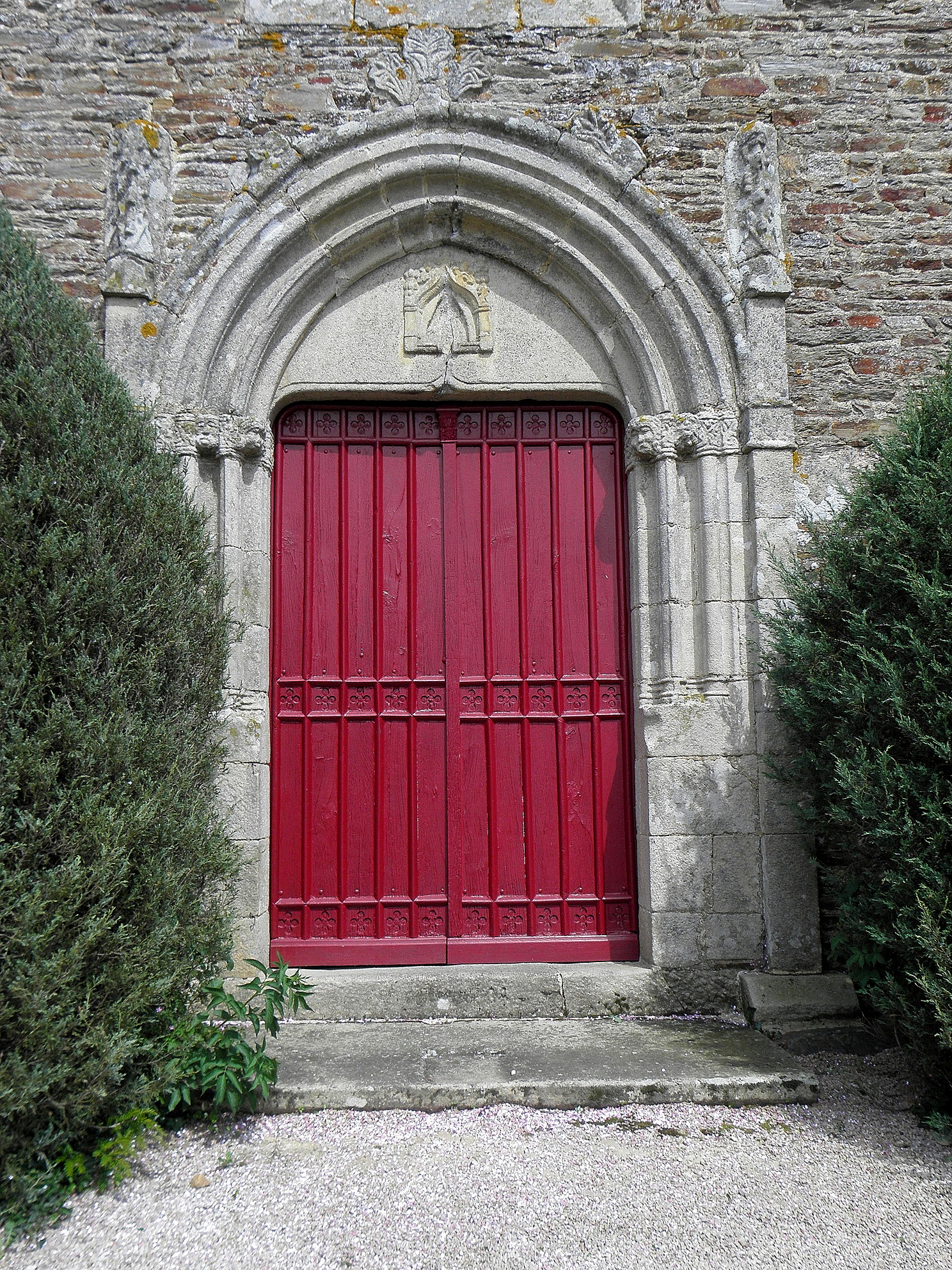
Porte occidentale.
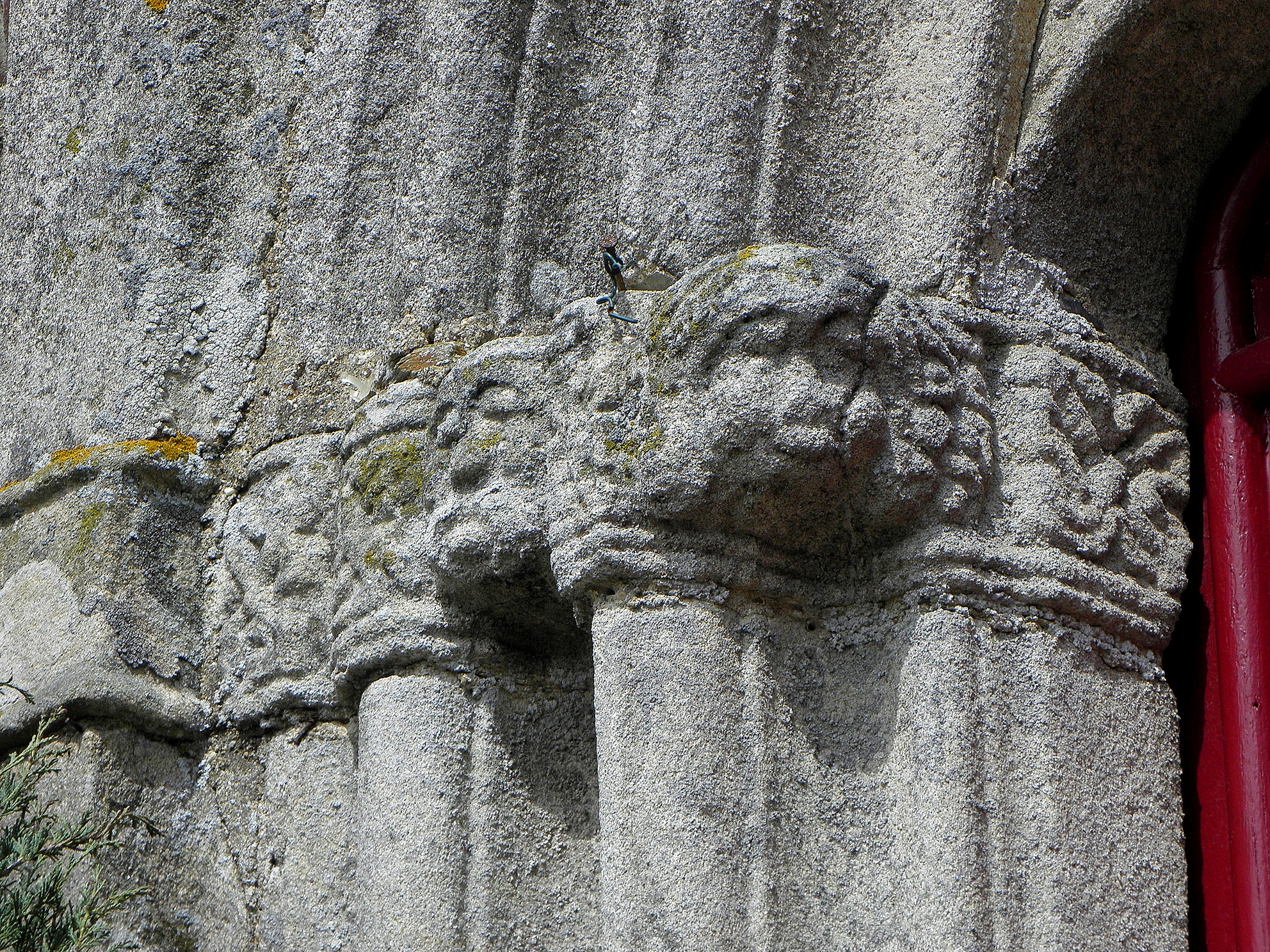
Chapiteaux à gauche de la porte occidentale.
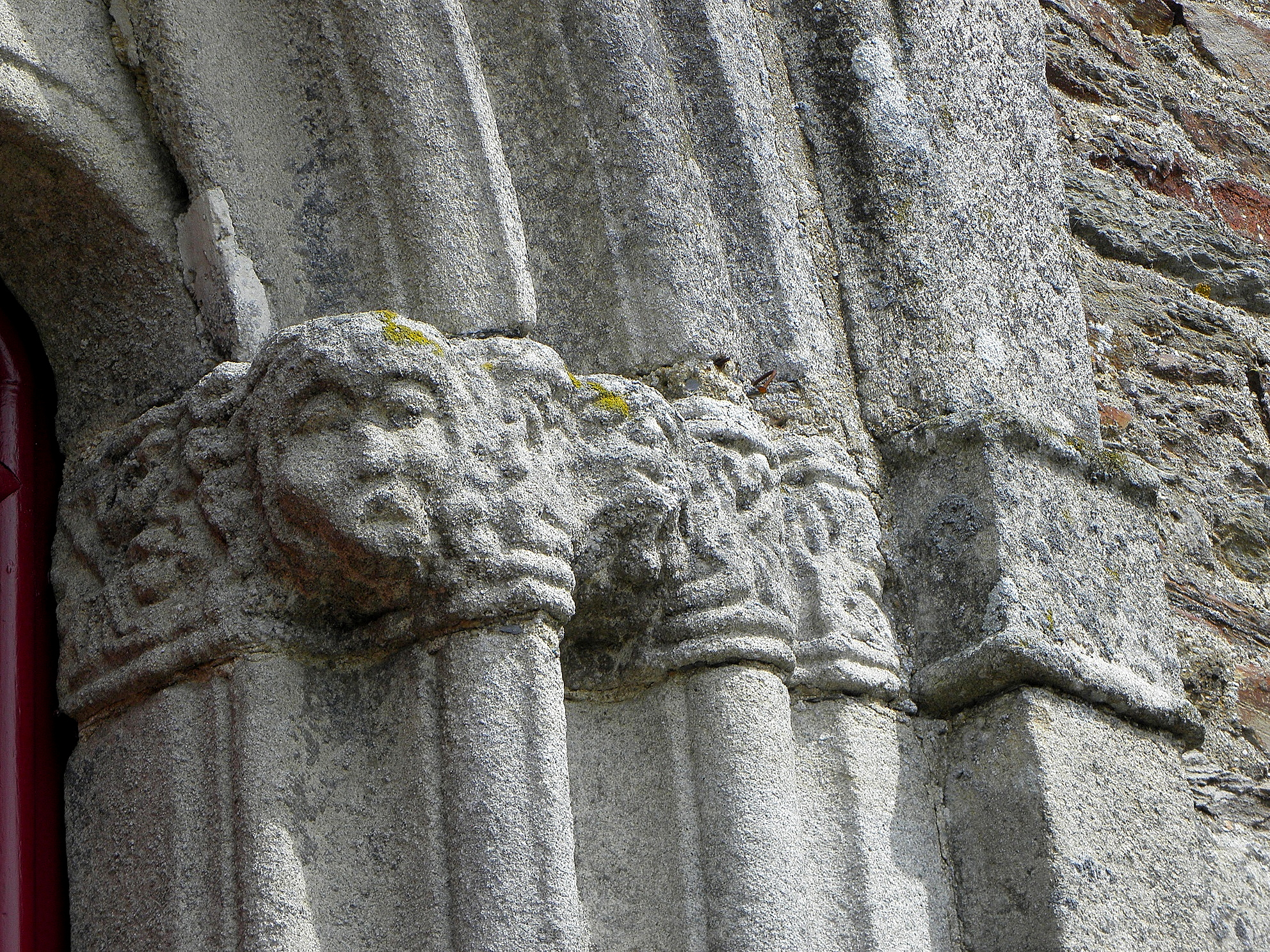
Chapiteaux à droite de la porte occidentale.
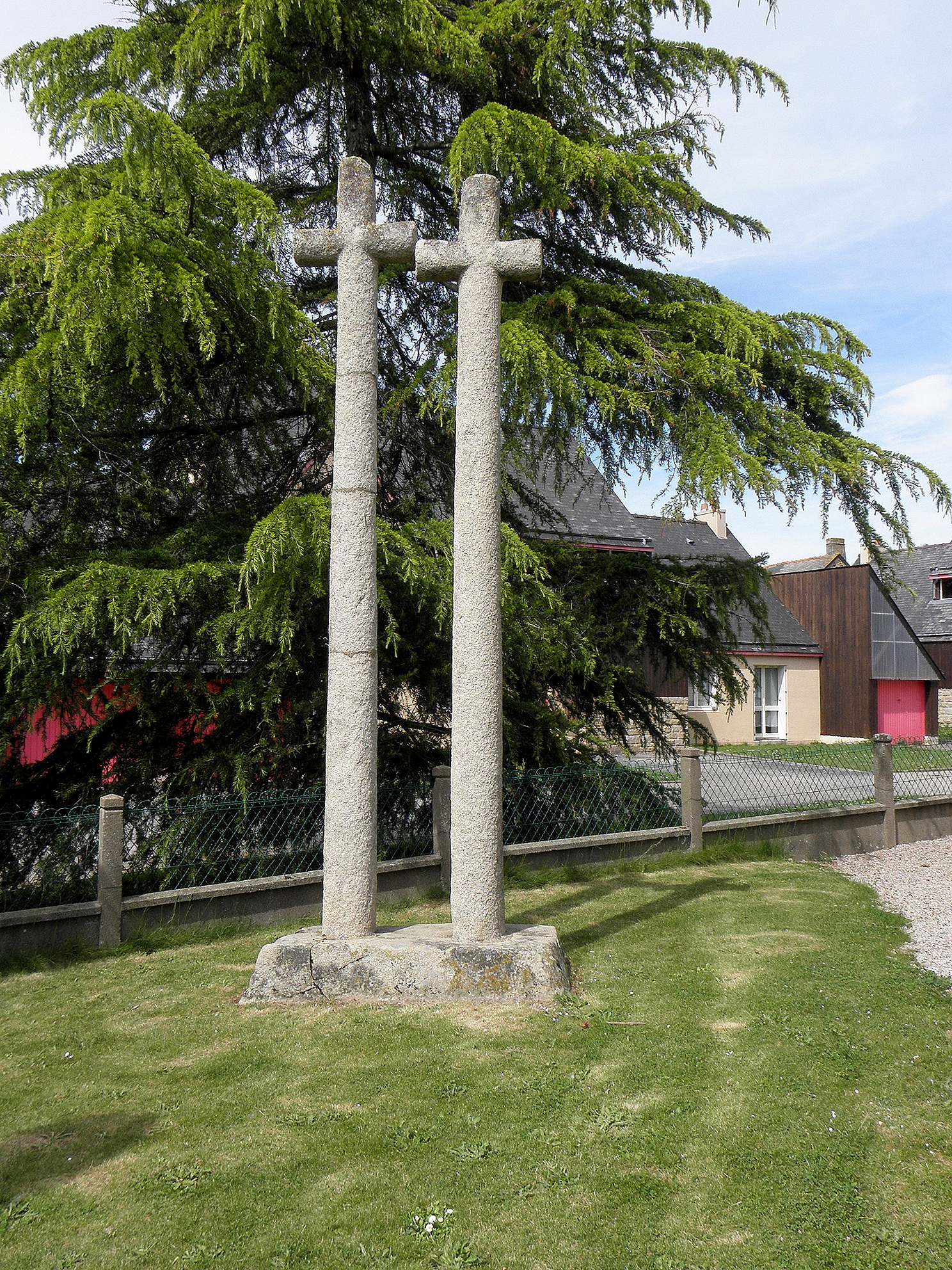
Croix sur le placître.